# 7-я Северная линия
Седьма́я Се́верная ли́ния  — улица на севере Москвы в районе Северный Северо-Восточного административного округа справа от Дмитровского шоссе в бывшем посёлке Северный, по которому названа.

## Расположение
7-я Северная линия начинается от 2-й линии, проходит на запад, пересекает 3-ю и 4-ю, затем поворачивает на юго-запад, пересекает 6-ю линию и заканчивается на 8-й недалеко от Дмитровского шоссе.

## Учреждения и организации
- Дом 2 — детская музыкальная школа № 41 имени Калинникова В.С.;
- Дом 13 — журнал «Взлётная полоса».